# إرشاد الغاوي إلى مسالك الحاوي
كتاب الإرشاد المسمى بـإرشاد الغاوي إلى مسالك الحاوي كتاب مختصر في الفقه الشافعي، يعد من أهم المختصرات في فقه الشافعية، مؤلفه ابن المقري الزبيدي اليمني، إسماعيل ابن المقري، وهو مختصر لكتاب الحاوي الصغير للقزويني قال عنه مؤلفه «مختصر حوى المذهب نطقاً وضمناً خميص من اللفظ بطين من المعنى».

## كتاب الإرشاد
المسمى: بـ إرشاد الغاوي لابن المقري، هو اختصار لكتاب: (الحاوي الصغير) للقزويني، وكلمة (الحاوي) تفيد معنى أن الكتاب تضمن محتوى المذهب الشافعي، وهناك حاويان كبير وصغير، فالحاوي الكبير هو كتاب ألفه الماوردي وجمع فيه محتوى المذهب والحاوي الصغير كتاب مختصر ألفه عبد الغفار ابن عبد الكريم القزويني الشافعي الملقب بـنجم الدين المتوفى سنة 665 هـ.
ومحتوى المذهب الشافعي هو في الأصل ما وضعه الإمام الشافعي في كتبه وقد جمعه المزني في كتاب مختصر المزني ثم جمعه إمام الحرمين الجويني المتوفي سنة 478 هـ في كتابه نهاية المطلب في دراية المذهب وهو شرح لمختصر المزني وجمع الإمام الغزالي نهاية المطلب في كتابه البسيط ثم الوسيط ثم الوجيز ثم الخلاصة ثم قام الإمام الرافعي بشرح الوجيز للغزالي في كتابه فتح العزيز ثم قام عبد الغفار القزويني باختصار فتح العزيز للرافعي في كتابه الحاوي الصغير الذي نظمه ابن الوردي في منظومة البهجة وقام ابن المقري بتلخيص الحاوي الصغير واختصاره في كتاب الإرشاد.

## شروح الكتاب
شرحه مؤلفة في كتابه: إخلاص الناوي شرح إرشاد الغاوي إلى مسالك الحاوي مجلدان، وشرحه ابن حجر الهيتمي في كتابه: فتح الجواد على شرح الإرشاد ثمانية أجزاء، وشرحه موسى ابن أحمد بن موسى ابن أبي بكر الرداد وسماه الكوكب الوقاد شرح الإرشاد أربعة وعشرون جزء.

## عبد الغفار القزويني
عبد الغفار القزويني
اقتباس:
«عبد الغفار بن عبد الكريم بن عبد الغفار القزويني الشيخ الإمام نجم الدين، صاحب الحاوي الصغير واللباب وشرح اللباب المسمى بـالعجاب وله أيضا كتاب في الحساب. كان أحد الأئمة الأعلام له اليد الطولى في الفقه والحساب وحسن الاختصار، أجازت له عفيفة الفارفانية من أصبهان، كان من الصالحين، توفي في المحرم سنة خمس وستين وستمائة».